# Liste gebürtiger Zweibrücker
Die Liste gebürtiger Zweibrücker enthält Personen, die in Zweibrücken (einschließlich der früher selbständigen und im Laufe der Zeit eingemeindeten Orte) geboren wurden.

## Jahrgänge bis 1700

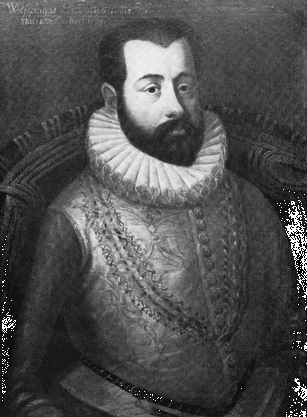
Wolfgang von Pfalz-Zweibrücken

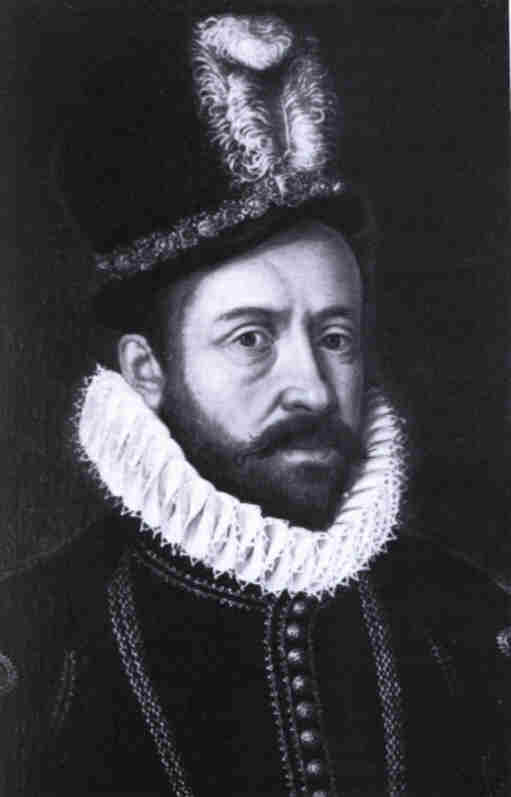
Philipp Ludwig von Pfalz-Neuburg

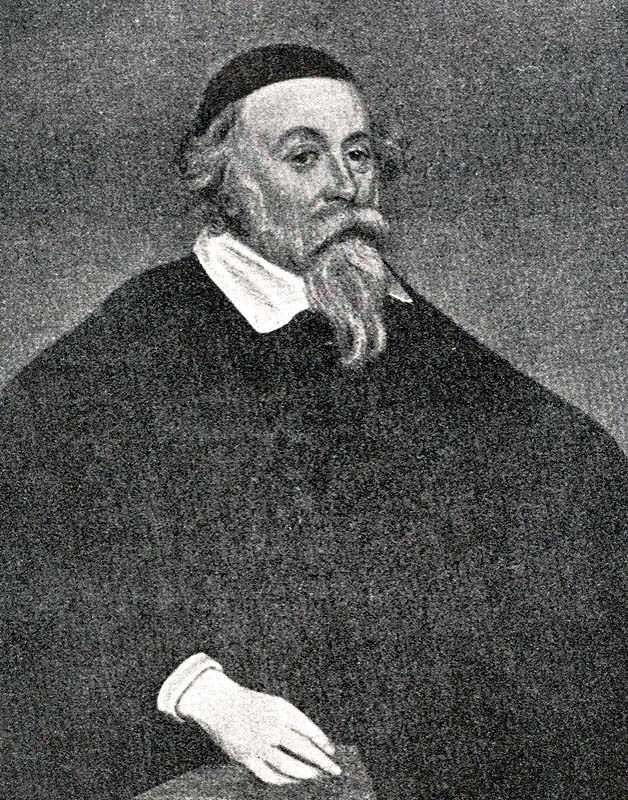
Johann Kasimir von Zweibrücken-Kleeburg

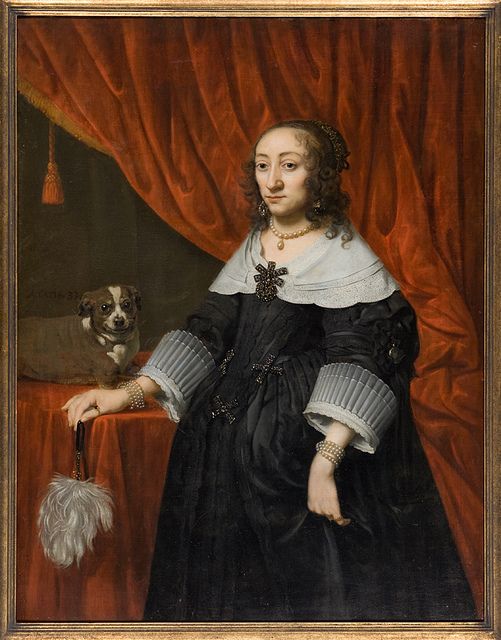
Katharina Charlotte von Zweibrücken

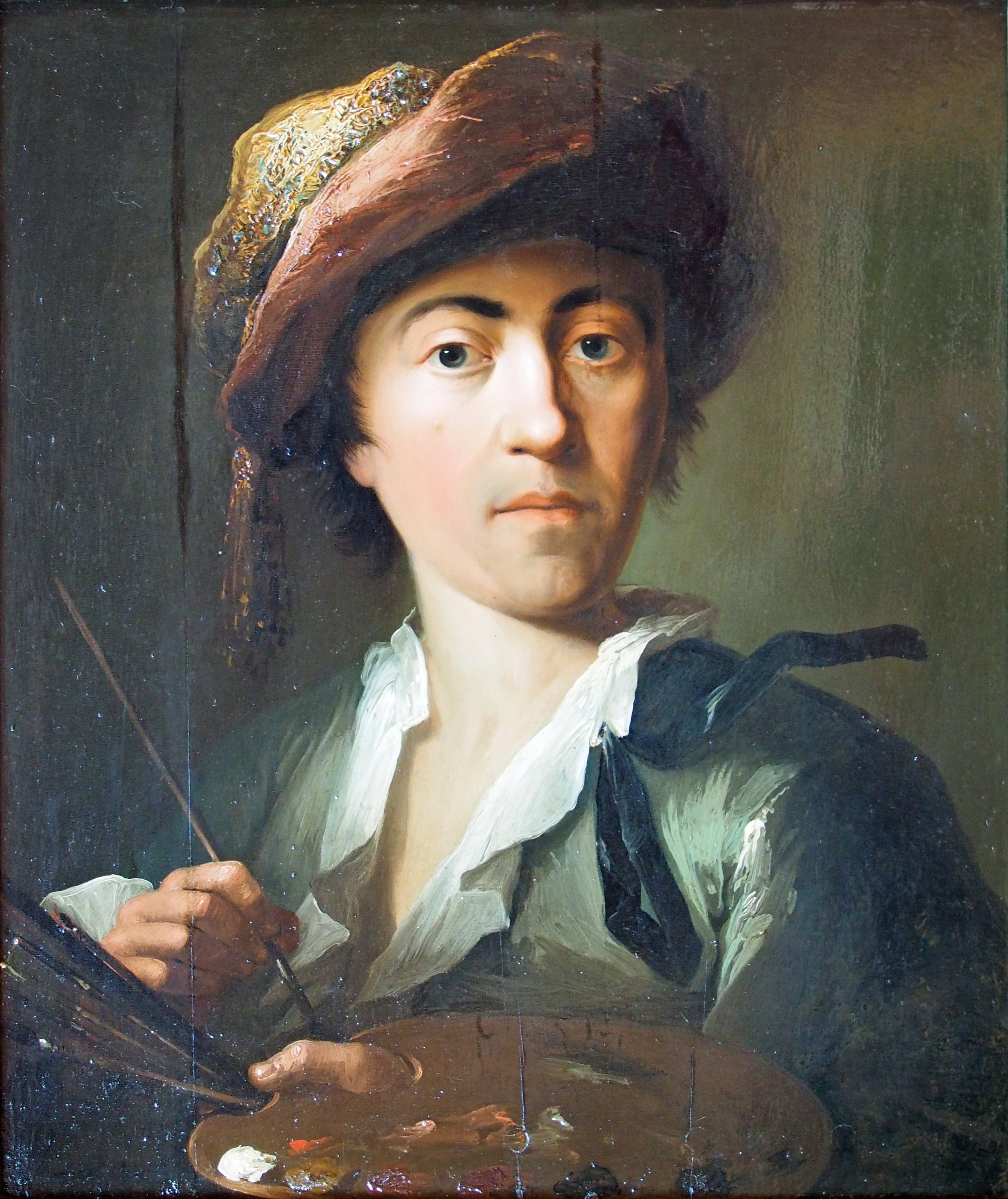
Johann Georg Trautmann

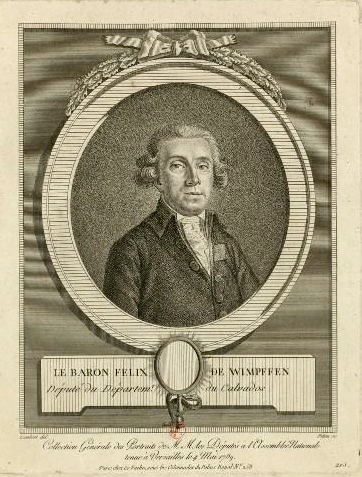
Felix von Wimpffen

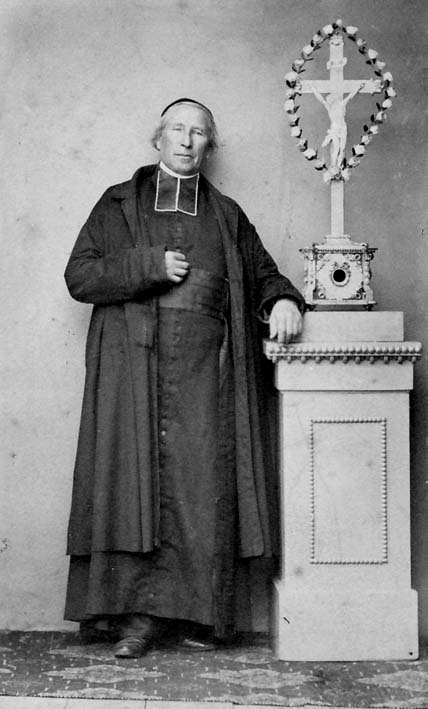
Bernhard Magel

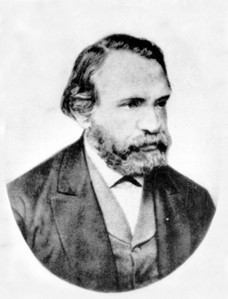
Carl Exter

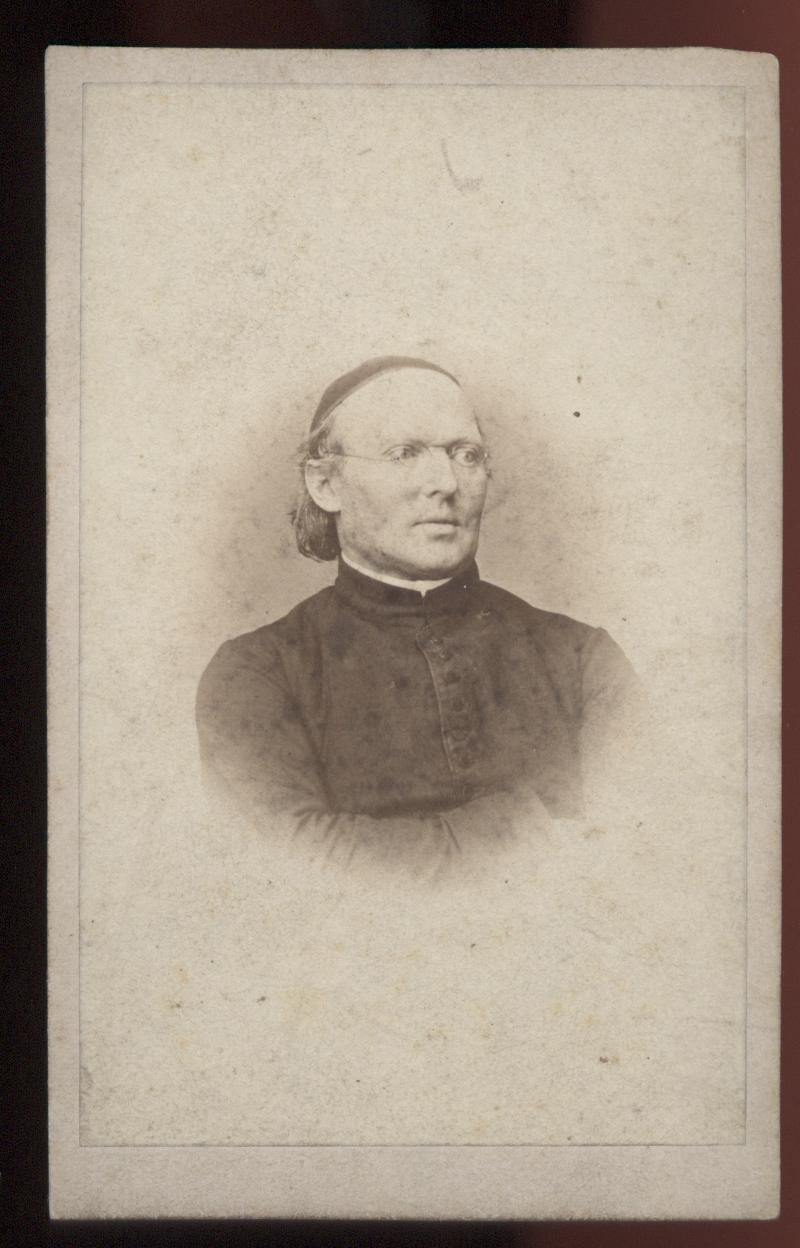
Wilhelm Molitor

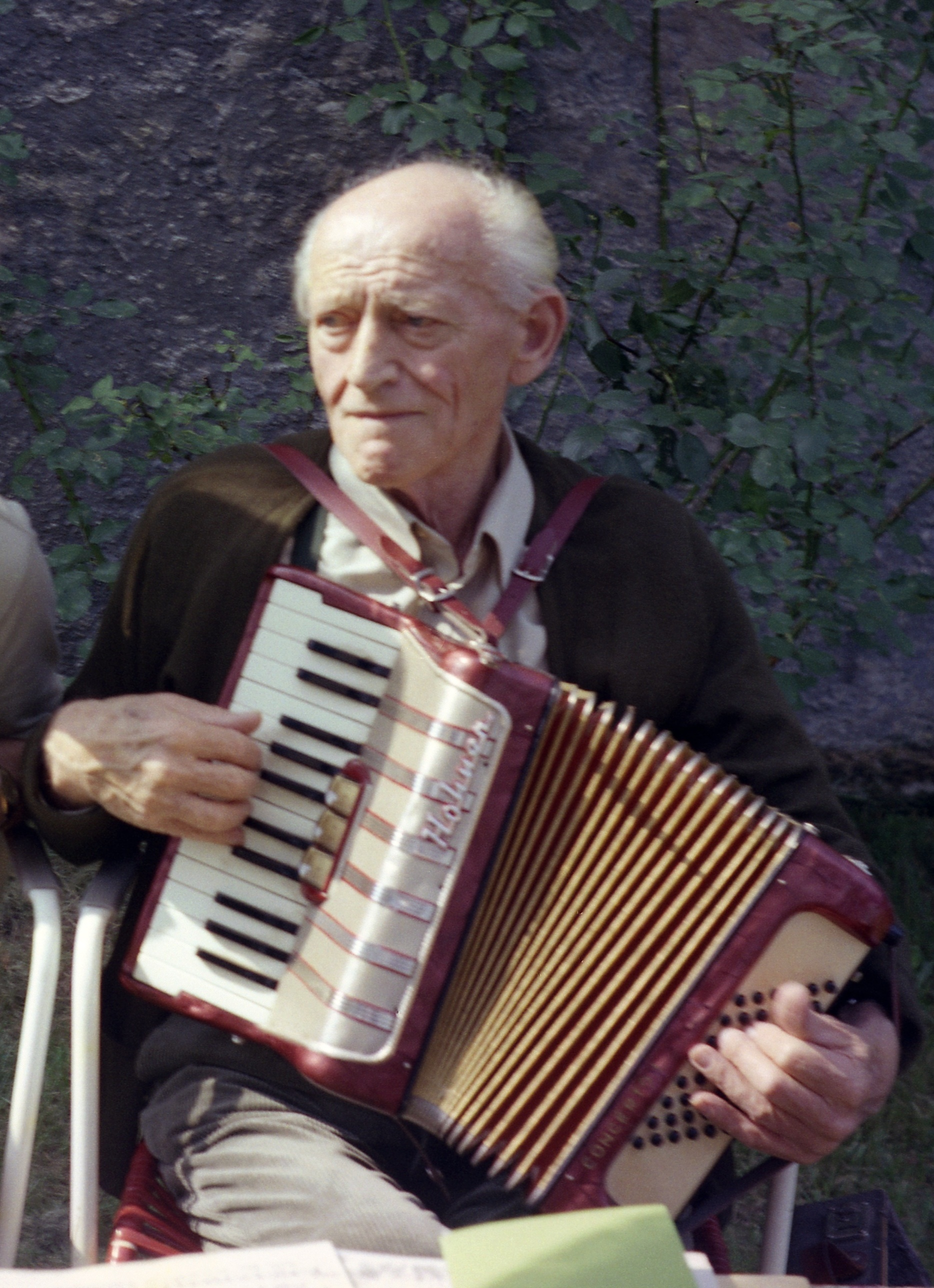
Hans Ponader

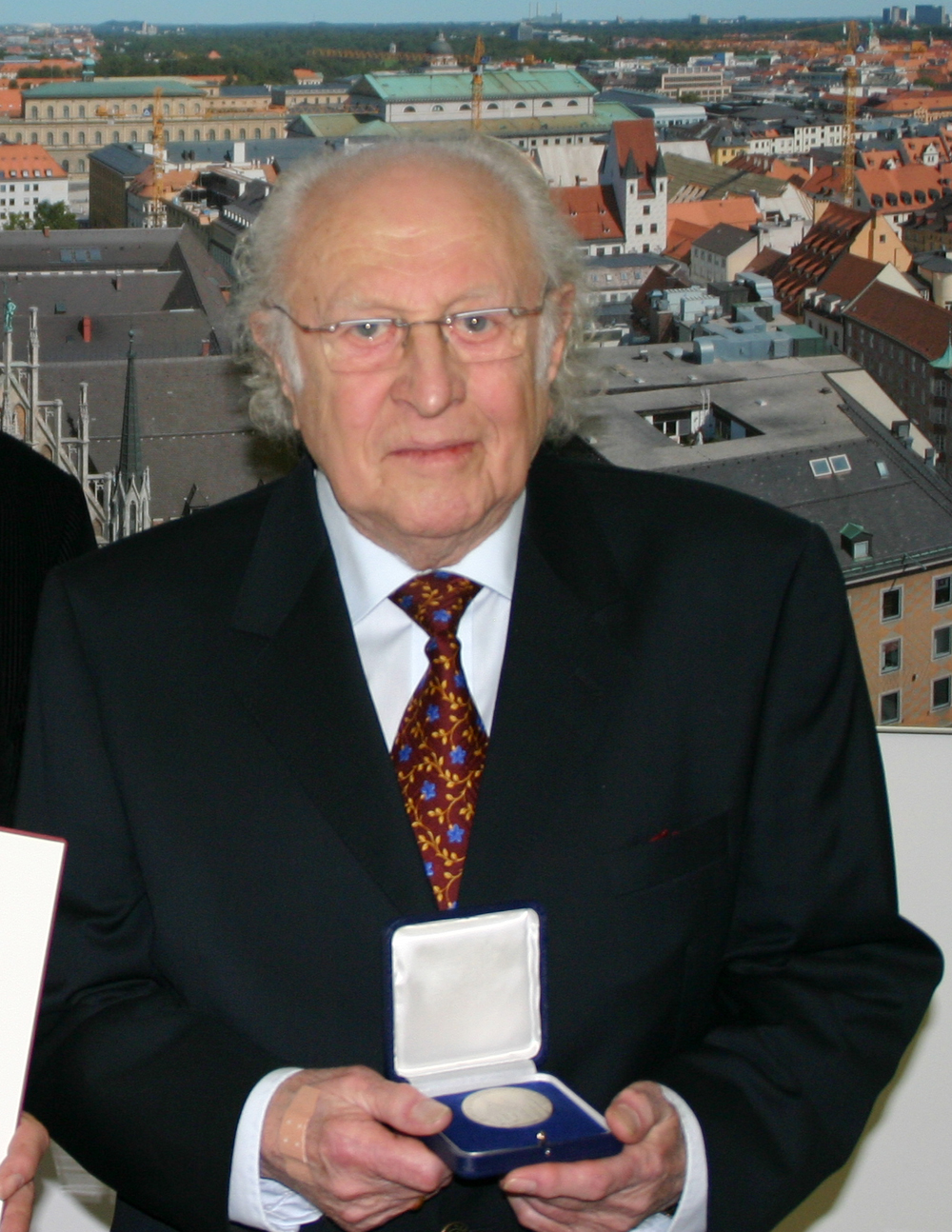
Klaus Peter Schreiner

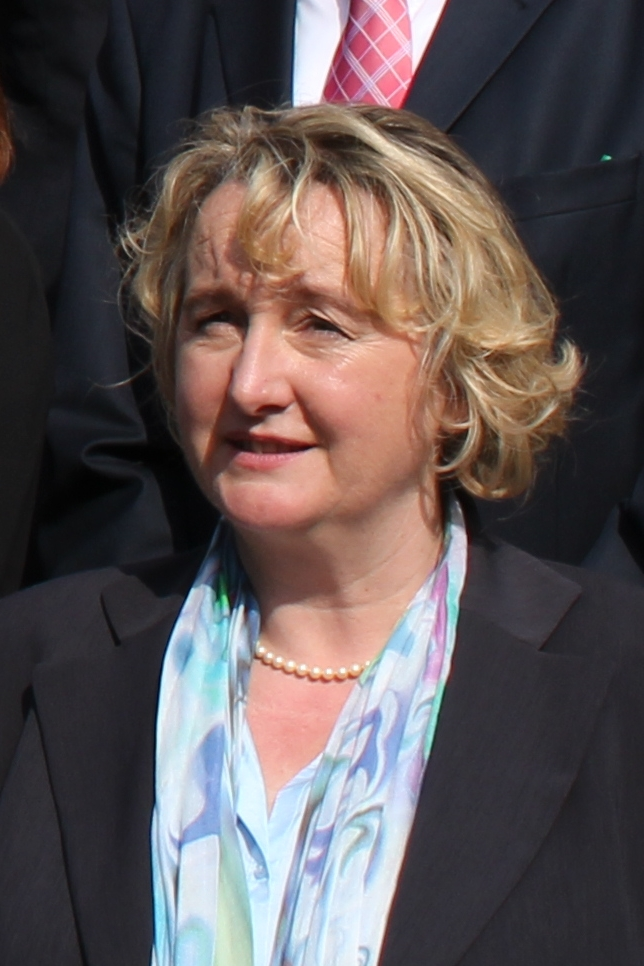
Theresia Bauer

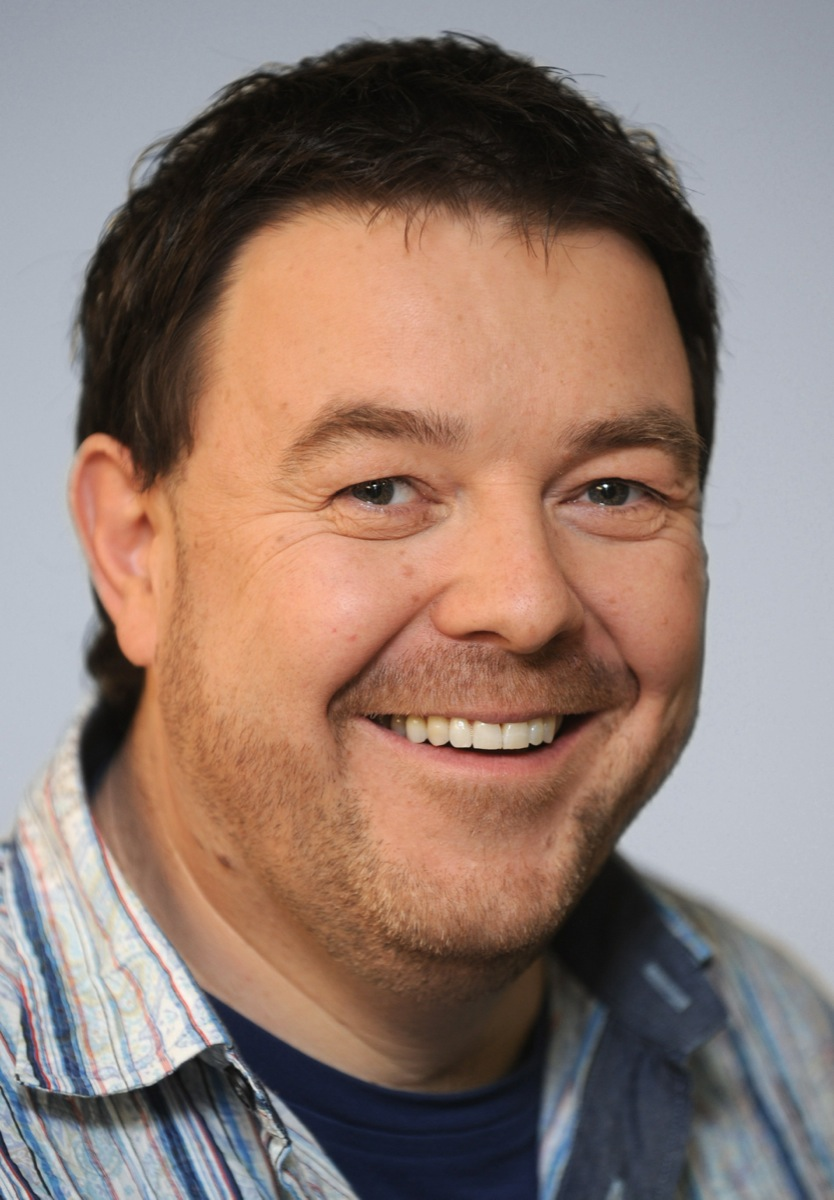
Christian Job

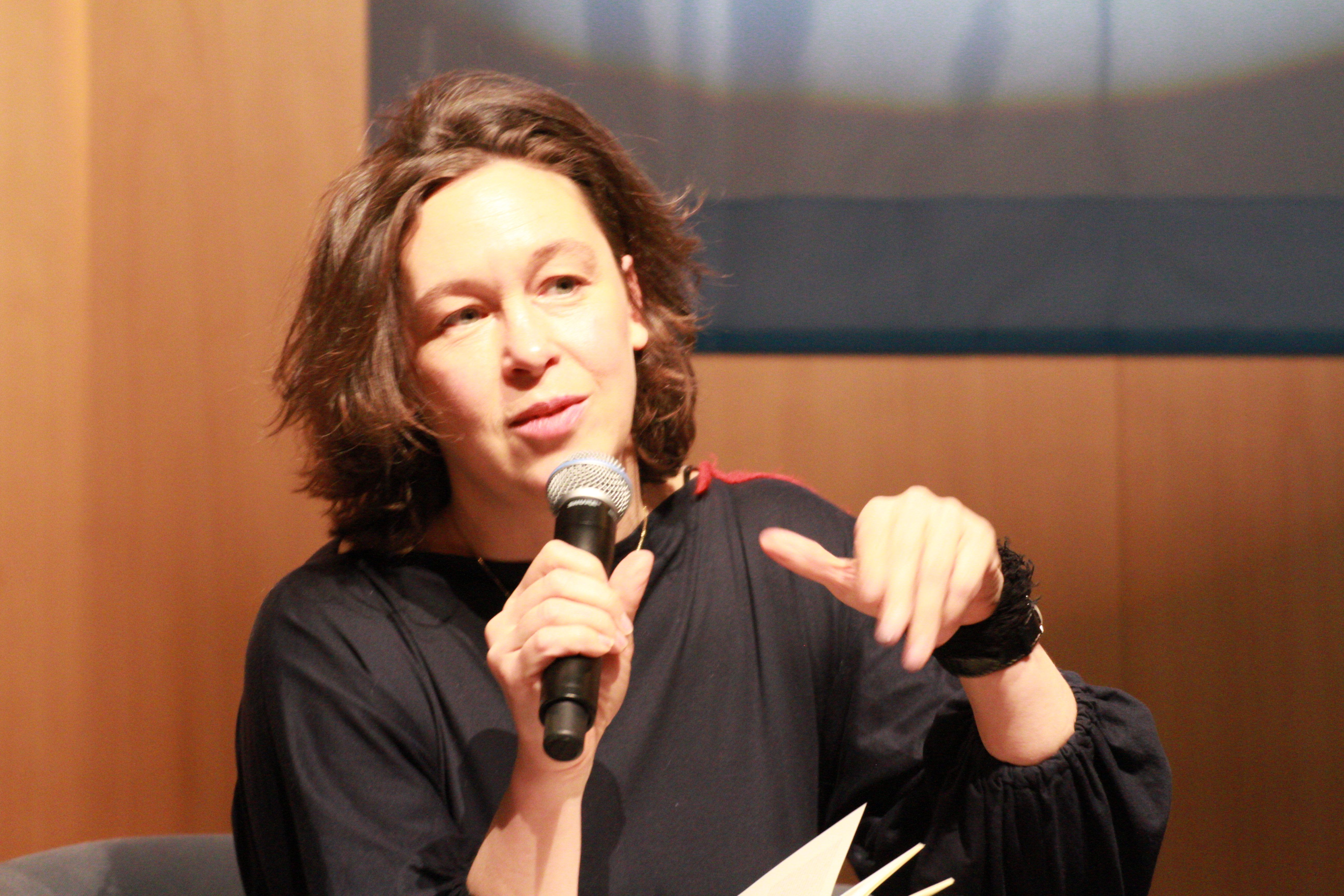
Monika Rinck

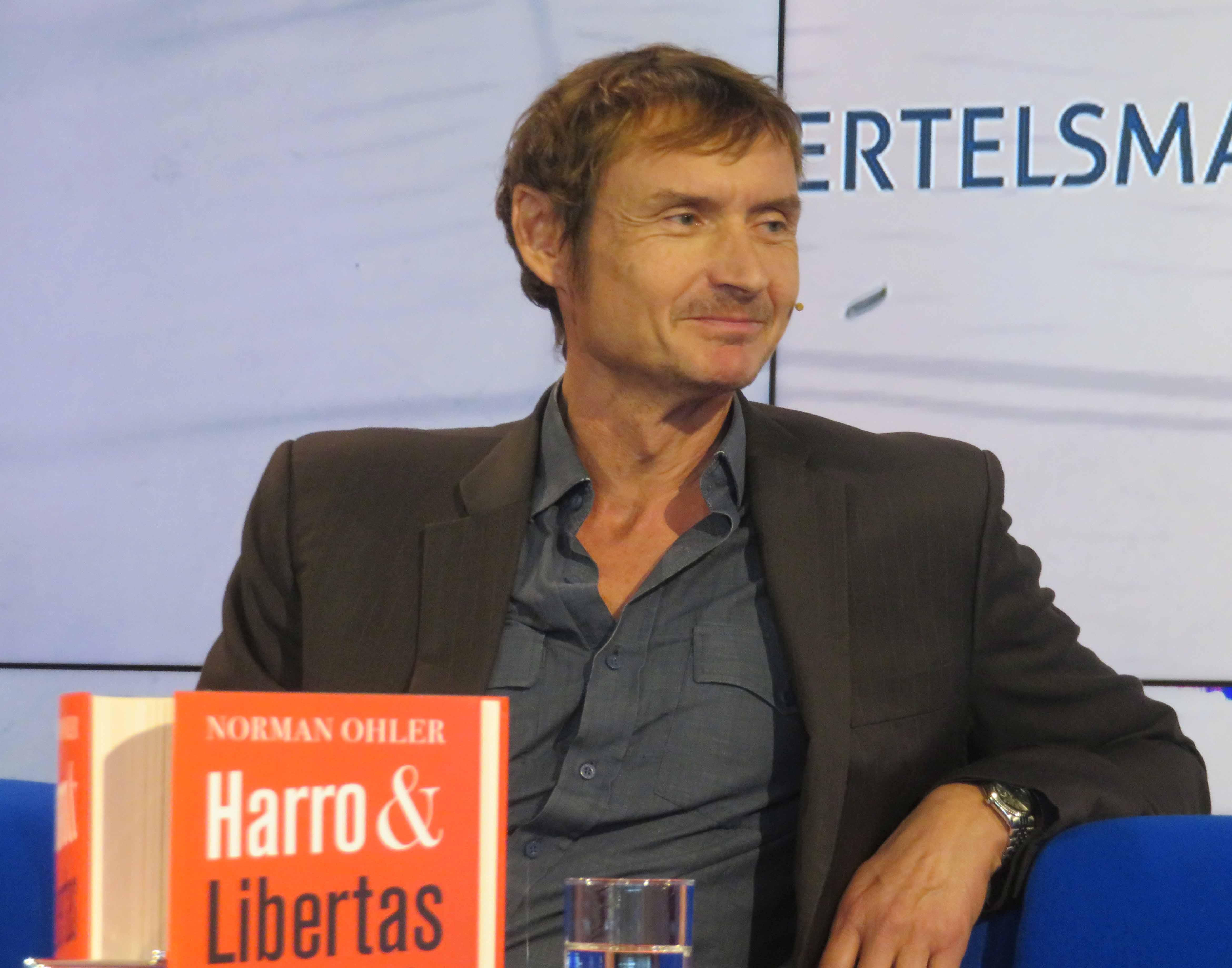
Normal Ohler

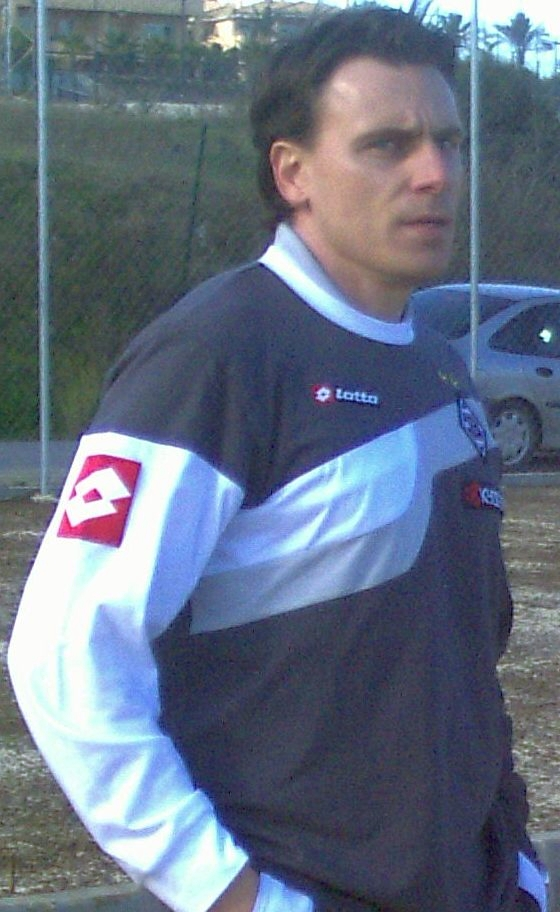
Steffen Korell

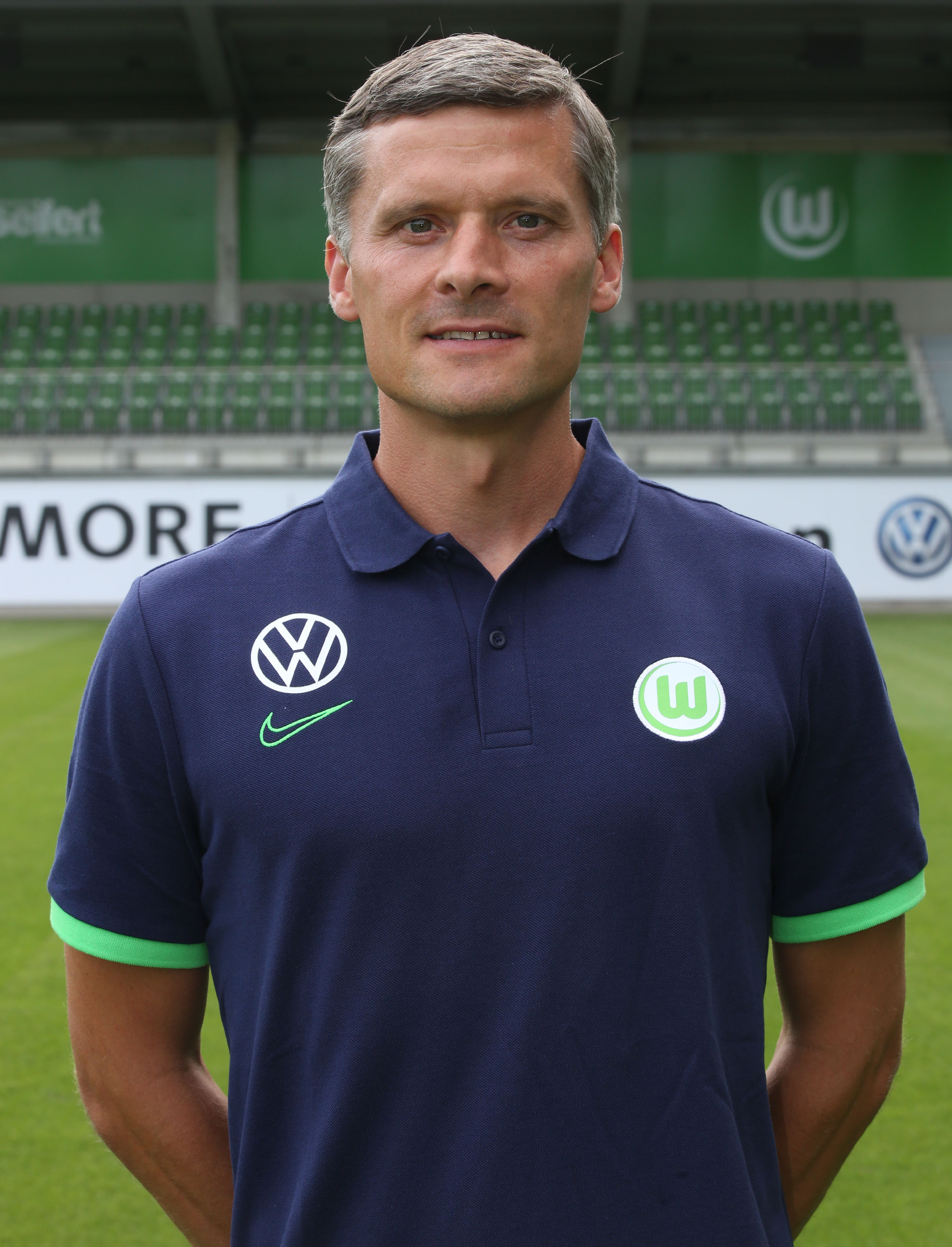
Rüdiger Ziehl

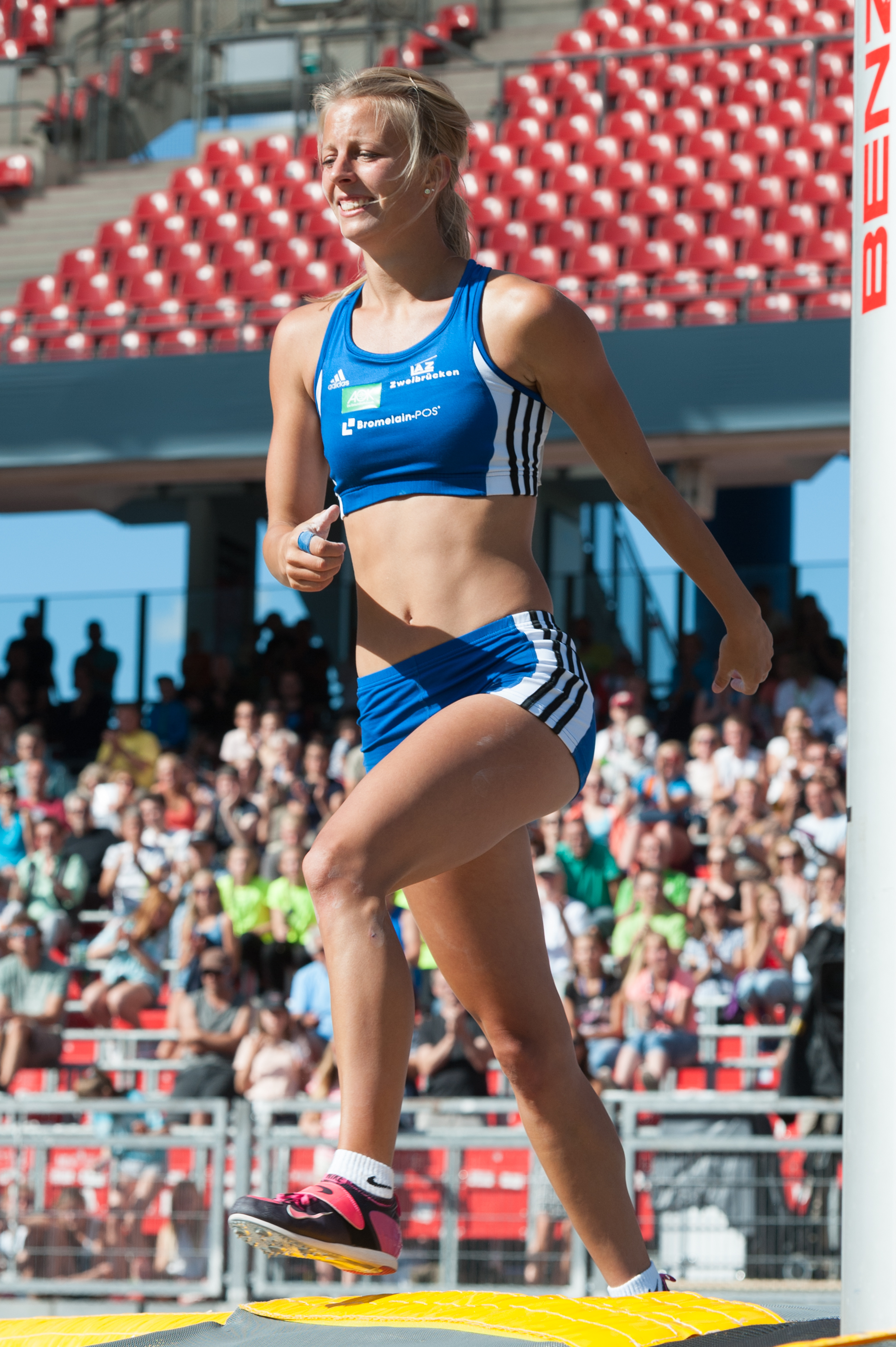
Anna Felzmann

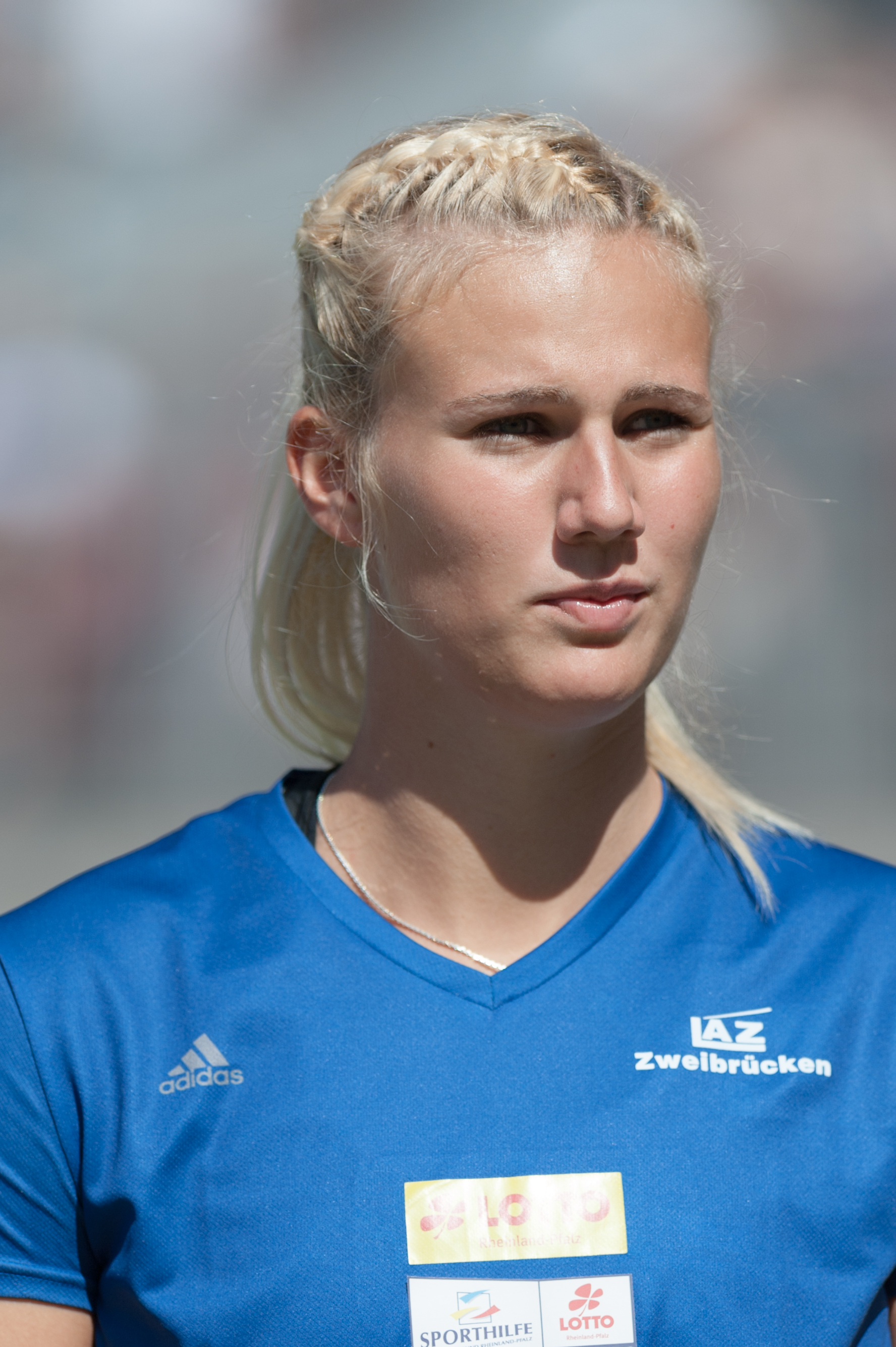
Christin Hussong

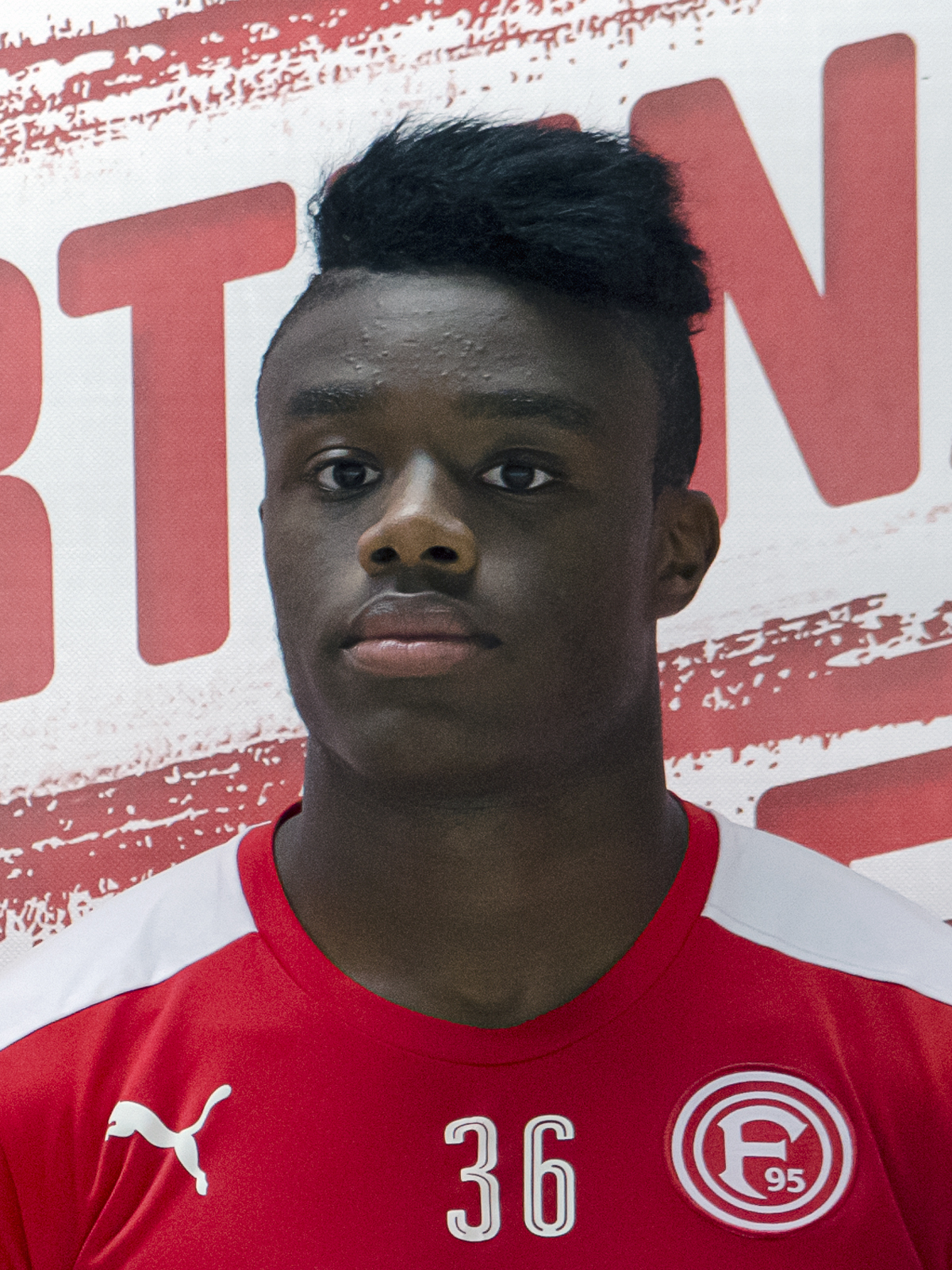
Anderson Lucoqui

- Ludwig II. (1502–1532), ab 1514 Pfalzgraf und Herzog von Pfalz-Zweibrücken
- Ruprecht (1506–1544), Pfalzgraf von Veldenz
- Wolfgang (1526–1569), 1532–1569 Pfalzgraf und Herzog von Pfalz-Zweibrücken
- Philipp Ludwig (1547–1614), Herzog von Pfalz-Neuburg 1569 bis 1614
- Philipp Christoph von Sötern (1567–1652), Erzbischof und Kurfürst von Trier
- Maria Elisabeth von Pfalz-Zweibrücken (1581–1637), Adelige
- Friedrich Kasimir (1585–1645), Pfalzgraf und Herzog von Pfalz-Landsberg
- Johann Kasimir (1589–1652), Pfalzgraf und Herzog von Pfalz-Kleeburg
- Amalie Jakobäa Henriette von Pfalz-Zweibrücken (1592–1655), Adelige
- Magdalena Katharina von Pfalz-Zweibrücken (1607–1648), Pfalzgräfin von Zweibrücken
- Katharina Charlotte von Pfalz-Zweibrücken (1615–1651), Pfalzgräfin von Zweibrücken
- Friedrich (1616–1661), Pfalzgraf und Herzog von Pfalz-Zweibrücken 1635 bis 1661
- Anna Sibylle von Pfalz-Zweibrücken (1617–1641), Pfalzgräfin von Zweibrücken
- Johann Ludwig von Pfalz-Zweibrücken-Veldenz (1619–1647), Pfalzgraf von Zweibrücken
- Marie Amalie von Pfalz-Zweibrücken (1622–1641), Adelige
- Sophie Amalie von Pfalz-Zweibrücken (1646–1695), Adelige
- Charlotte Friederike von Pfalz-Zweibrücken (1653–1712), Pfalzgräfin und Administratorin von Pfalz-Zweibrücken 1693 bis 1697
- Philipp Schwartz (≈1680–1747), Sohn des 1688 emigrierten Zweibrücker Ratsherren  Isaac Schwartz, Tabakhändler und Bürgermeister der Pfälzer Kolonie Magdeburg
- Friedrich Wilhelm von Salmuth genannt Beringer (1693–1763), königlich preußischer Generalmajor

## 18. Jahrhundert

### 1701 bis 1760
- Johann Georg Trautmann (1713–1769), Maler
- Georg Christian Crollius (1728–1790), Historiker und Bibliothekar
- Franz Ludwig Wimpffen (1732–1800), Freiherr von Wimpffen-Berneburg
- Johan Ludvig Mansa (1740–1820), dänischer Gärtner und Schlossverwalter
- Georg Wilhelm Petersen (1744–1816), Theologe
- Karl von Esebeck (1745–1809), preußischer Generalmajor
- Alexandre-Stanislas de Wimpffen (1748–1819), französischer Adliger und Reiseschriftsteller
- Christian David Sturtz (1753–1834), Jurist und Abgeordneter des ersten Bayerischen Landtags
- Wilhelm von Zweybrücken (1754–1807), Freiherr aus dem Haus Wittelsbach, französischer und später bayerischer Offizier
- Philippe Leclerc (1755–1826), Maler und Zeichner
- Johann Georg Christian Hess (1756–1816), Architekt
- Anton von Cetto (1756–1847), Verwaltungsjurist und Diplomat
- Georg August Bachmann (1760–1818),  Richter und Politiker

### 1761 bis 1800
- Heinrich Christian Friedrich von Pachelbel-Gehag (1763–1838), Politiker
- Bernhard Petri (1767–1853), österreichischer Agronom
- Johann Wilhelm Wernher (1767–1827), Regierungsrat, Maire, Advokat, Geheimer Staatsrat und Gerichtspräsident und Winzer
- Christian Aulenbach (1769–1844), Pfarrer und Dichter
- Friedrich Ludwig Eberhard von Esebeck (1769–1852), französischer Oberstleutnant, Offizier der Ehrenlegion
- Wilhelm Legrand (1769–1845), Musiker, Komponist und Organisator der Militärmusik in Bayern
- Johann Gottfried Dingler (1778–1855), Chemiker und Fabrikant
- Charles Auguste Creutzer (1780–1832), General
- Philipp Bruch (1781–1847), Apotheker und Bryologe
- Johann Friedrich Ludwig Engelhard (1783–1862), Schweizer Politiker und Arzt.
- Friedrich von Luxburg (1783–1856), königlich bayerischer Staatsrat und Gesandter
- Jacob Seiff (1784–1851), bayerischer Musiker, Komponist und Militärmusikmeister
- Karl von Closen (1786–1856), Jurist und Politiker
- Karl August von Esebeck (1786–1871), preußischer Generalleutnant
- Carl von Mannlich (1787–1832), bayerischer Offizier und Forstmeister; Sohn von Johann Christian von Mannlich
- Carl Friedrich Bruch (1789–1857), Ornithologe und Notar
- Franz Xaver von Meixner (1793–nach 1830), Landschaftsmaler
- Georg Ritter (1795–1854), Verleger, Druckereibesitzer und Buchhändler
- Bernhard Magel (1795–1863), katholischer Priester im Bistum Speyer

## 19. Jahrhundert

### 1801 bis 1825
- Christian Dingler (1802–1858), Unternehmer
- Joseph Savoye (1802–1869), Jurist, Journalist und Politiker
- Johann Gottfried Dingler (1803–1875), Politiker
- Friedrich Wilhelm Schultz (1804–1876), Botaniker
- Carl Heinrich Schultz (1805–1867), Arzt und Botaniker
- Philipp Heintz (1809–1893), Rechtsanwalt und Politiker
- Ludwig Weis (1813–1880), Königlicher Ministerialrat und Präsident der Kammer der Abgeordneten
- Carl Exter (1816–1870), Eisenbahnpionier
- Ludwig Alois Molitor (1817–1890), Jurist, Komponist, Heimatkundler
- Karl Heinrich Schmidt (1817–1882), Jurist und Politiker
- Wilhelm Molitor (1819–1880), Autor, Domkapitular, Landtagsabgeordneter
- Alexandre Louis Guillaume Jacomin de Malespine (1821–1893), Stifter der kath. Pfarrei Bliesdalheim und des nach ihm benannten Alexanderturmes auf dem Kahlenberg; Grabstein auf dem Zweibrücker Hauptfriedhof erhalten
- Philipp Ludwig von Seidel (1821–1896), Mathematiker und Astronom
- Maximilian von Parseval (1823–1902), bayerischer Generalmajor
- Carl Hermann Schmolze (1823–1859), Genremaler, Illustrator und Dichter demokratischer Gesinnung
- Georg Friedrich Seidel (1823–1895), Architekt und Publizist
- Julius Hilgard (1825–1891), amerikanischer Wissenschaftler
- Otto von Völderndorff und Waradein (1825–1899), Jurist, bayerischer Ministerialbeamter, Schriftsteller und Fachautor

### 1826 bis 1850
- Emmy Braun (1826–1904), Kochbuchautorin
- Georg Hermann von Mühlig (1826–1907), Arzt des Sultans von Konstantinopel
- August Vecchioni (1826–1908), Journalist, Verleger und Politiker
- Otto von Parseval (1827–1901), bayerischer General der Infanterie und Erzieher von Großherzog Friedrich August von Oldenburg
- Eduard Hanauer (1829–1893), Jurist und Politiker
- Wilhelm Kuby (1829–1894), Mediziner
- Jakob Anton Leyser (1830–1897), Pfarrer und Schriftsteller[1]
- Ludwig von Zöller (1831–1897), Jurist
- Eugene Woldemar Hilgard (1833–1916), Bodenkundler, Geologe und Agrarwissenschaftler
- Eugen Schmidt (1834–nach 1901), Reichsgerichtsrat
- Carl Bersch (1834–1914), Maler
- Friedrich Krieger (1843–1907), Offizier der Bayerischen Armee
- Guido Karcher (1844–1905), Admiral
- Carl Roth (1846–1929), Industrieller
- Hermann Dingler (1846–1935), Botaniker
- Gustav Adolf Froelich (1847–1912), Rebenzüchter
- Otto Hörmann von Hörbach (1848–1923), Bezirksarzt und Obermedizinalrat in Speyer
- Bernhard Wilhelm Schuler (1850–1922), Bankier, Verleger und Schriftsteller

### 1851 bis 1875
- Maximilian von Gravenreuth (1851–1928), Jurist und Politiker
- Julie Eichholz (1852–1918), Frauenrechtlerin
- Otto Luxenburger (1862–1936), Verwaltungsjurist
- Ernst Richard Escales (1863–1924), Chemiker, Sprengstoffexperte und Herausgeber von Fachzeitschriften
- Julius Erbelding (1864–1926), Politiker
- Gustav Aschaffenburg (1866–1944), Psychiater
- Hermann Simon (1867–1947), Psychiater
- Christoph Eberle (1869–1929), Maschinenbauingenieur und Hochschullehrer
- Heinrich Molenaar (1870–1965), Gymnasialprofessor, Schriftsteller und Philosoph
- Wilhelm Kollmar (1871–1948), Bildhauer und Keramiker
- Ludwig Noé (1871–1949), Industrieller und Hochschullehrer, Delegierter der Freien Stadt Danzig beim Völkerbund
- Hermann Anschütz-Kaempfe (1872–1931), Erfinder des Kreiselkompasses
- Karl Bürker (1872–1957), Physiologe, Medizinhistoriker und Hochschullehrer
- Otto Zoeller (1872 – n. 1937), Reichsgerichtsrat
- Friedrich Profit (1874–1951), Politiker (SPD)
- Theodor Ehrhardt (1875–1952), Ingenieur und Industrieller

### 1876 bis 1900
- Wilhelm Ament (1876–1956), Psychologe und Verleger
- Hans Buchheit (1878–1961), Kunsthistoriker, Direktor des Bayerischen Nationalmuseums
- Hermann Noë (1879–1961), Werftdirektor, Nachkriegs-Neugründer der Schichau-Werft, Bruder von Ludwig Noé
- Otto Kaiser (1879–1948), Ingenieur und Unternehmer
- Max Wentz (1881–1941), Fotograf
- Eduard Koelwel (1882–1966), Autor und Maler
- Hermann Loew (1882–1944), Landrat des Landkreises Landsberg am Lech
- Maximilian Schuler (1882–1972), Ingenieur, Maschinenbauer und Physiker
- Emil Oberholzer (1883–1958), Schweizer Psychiater und Psychoanalytiker
- Johann Fortner (1884–1947), Offizier der Wehrmacht
- Adolf Panzer (1884–1925), Gründer der Hildegardis-Schwestern vom Katholischen Apostolat
- Fritz Claus (1885–1956), Bildhauer
- Karl Simon (1885–1961), Politiker (NSDAP)
- Johannes Wittmann (1885–1960), Psychologe, Pädagoge und Hochschullehrer
- Hermann Schneider (1886–1961), Mediävist
- Georg Roth (1887–1980), Politiker (ZENTRUM, CDU)
- Wilhelm Fahrmbacher (1888–1970), General
- Richard Kallenbach (1889–1984), Jurist
- Adolf Zutter (1889–1947), NS-Funktionär
- Carl-Anton Schaefer (1890–1974), Politiker (GB/BHE, CDU)
- Max Schuler (1893–1967), Jurist und Politiker (CDU)
- Oskar Simon (1894–1962), Politiker (BVP, CDU)
- Helmuth Hausen (1895–1987), Kältetechniker, Verfahrenstechniker und Hochschullehrer
- Konrad Hitschler (1896–1945), SS-Offizier
- Kurt Cuno (1896–1961), Generalleutnant
- August Heinrich Bruinier (1897–1970), Musiker
- Hellmuth Habersbrunner (1899–1959), Intendant
- Liesel Ott (1900–1983), Mundartdichterin
- Fritz Wilms (1900–1976), Politiker (FDP)

## 20. Jahrhundert

### 1901 bis 1920
- Ernst Roth (1901–1951), Politiker (SPD), MdR
- Ernst Mayer (1901–1952), Politiker (FDP), MdB
- Sepp Semar (1901–1971), Maler und Grafiker
- Otto Bradfisch (1903–1994), Volkswirt, Jurist sowie SS-Obersturmbannführer
- Kurt Reiss (1903–1960), Regisseur, Schauspieler und Autor
- Bertl Kuch (1904–1994), Grafikerin, Kunstmalerin und Textilkünstlerin
- Alfons Schmidt (1904–2000), Pädagoge, Restaurator, Präparator und Abformkünstler
- Hermann Steitz (1904–1982), Politiker (CDU)
- Karl Hammer (1908–1999), Physiker
- Hans Ponader (1911–1988), Heimat- und Mundartdichter
- Walter Leonhard (1912–1988), Heraldiker und Gebrauchsgrafiker
- Erich Hein (1914–1992),  Arzt und Medizinalbeamter in Bayern
- Hans Müller (1915–1974), Politiker (NSDAP, DRP, NPD)
- Karl Sacherl (1916–1994), Psychologe
- Helmut Göring (1917–2013), Künstler
- Elisabeth Leist (1917–2001), Säuglingsschwester, Oberin der Universitäts-Kinderklinik in Heidelberg
- Werner Janzarik (1920–2019), Psychiater und Hochschullehrer
- Gerd Krieger (1920–2010), Mundartdichter

### 1921 bis 1940
- Walter Rothhaar (1921–2009), Agrarwissenschaftler, Pädagoge und Landwirtschaftsdirektor in Rheinland-Pfalz
- Otto Carius (1922–2015), Apotheker, Offizier, deutscher Panzerkommandant des Zweiten Weltkriegs
- Friedrich Hilgert (1924–2007), Dipl.Bau-Ing., Bundesverdienstkreuz, Bauunternehmer, Erbauer u. a. der Thomas-Mann Grundschule
- Roger Faulques (1924–2011), französischer Resistancekämpfer, Offizier, Großoffizier der Ehrenlegion und Söldner
- Gerd Dehof (1924–1989), Bildhauer und Künstler
- Helmut Adamzyk (1926–1996), Politiker (CDU, SPD)
- Werner Holzer (1926–2016), Journalist und Publizist, ehemaliger Chefredakteur der Frankfurter Rundschau
- Walter Markert (1926–2006), Maler
- Werner Weiß (1926–1990), Politiker (CDU)
- Günther W. Jörg (1927–2010), Wissenschaftler
- Manfred Lurker (1928–1990), Realschullehrer, Privatgelehrter und Symbolforscher
- Klaus Peter Schreiner (1930–2017), Kabarettist
- Emilie Böck (1932–2002), Sagenforscherin und Autorin
- Maximilian Hutlett (1933–2018), Bildhauer und Plastiker
- Arno Lang (* 1933), Jurist und ehemaliger Vorsitzender Richter am Bundesgerichtshof
- Otto Molerus (* 1934), ordentlicher Professor für Mechanische Verfahrenstechnik an der Universität Erlangen-Nürnberg
- Erika Zwierlein-Diehl (1936–2025), Archäologin
- Egon Becker (1936–2024), Physiker, Wissenschaftsforscher und Sozial-Ökologe
- Peter Fleischmann (1937–2021), Filmregisseur
- Charlotte Lehmann (* 1938), Konzertsängerin und Gesangspädagogin
- Karl-Ernst Bungenstab (1939–2021), Politiker, Hochschullehrer und Professor an der FHVR
- Otto Graßhoff (* 1939), Leichtathlet
- Klaus Volkamer (1939–2022), Chemiker, Esoteriker und Buchautor

### 1941 bis 1960
- Wolfgang Massing (* 1941), Botschafter
- Walter Hitschler (1942–2017), Politiker (FDP)
- Wolfgang Ohler (* 1943), Schriftsteller und Jurist
- Volker Petri (* 1943), Fechter[2]
- Walter Dury (* 1944), Präsident des Pfälzischen Oberlandesgerichtes in Zweibrücken
- Barbara Franke (* 1944), Lehrerin und Autorin
- Richard Weber (* 1944), Unternehmer
- Maren Sell (* 1945), Journalistin, Schriftstellerin und Verlegerin
- Hans Ammerich (* 1949), Historiker und Archivar
- Enno Werle (* 1949/50), Boxtrainer
- Gerhard Baudy (* 1950), Altphilologe
- Erhard Blum (* 1950), evangelischer Theologe und Hochschullehrer
- Richard Schantz (* 1950), Philosoph
- Norbert Carius (* 1951), Journalist
- Wolfgang Thiel (* 1951), Bildhauer
- Martin Möller (* 1951), Chemiker
- Dieter R. Fuchs (* 1952), Wissenschaftler und Schriftsteller
- Helmut Reichling (* 1952), Politiker (CDU)
- Peter Conzelmann (* 1954), Brigadegeneral des Heeres
- Peter Hollinger (1954–2021), Perkussionist
- Walter Müller (* 1954), Fußballspieler
- Harry Keller (* 1955), Handballspieler
- Jürgen Mansel (1955–2012), Soziologe und Pädagoge
- Kurt Pirmann (1955–2018), Politiker (SPD)
- Helmut Scherer (* 1955), Medienwissenschaftler
- Ron MacLean (* 1960), kanadischer Sportjournalist
- Monika Vogelgesang (* 1960), Psychiaterin, Chef- und Schriftstellerärztin

### 1961 bis 1970
- Ralf Kurz (* 1961), Romanautor
- Peter Rubeck (* 1961), Fußballspieler
- Gerhard Schmidt (* 1961), Leichtathlet
- Hans-Jürgen Müller (* 1962), Handballspieler
- Silke Neumayer (* 1962), Autorin
- Rainer Schönborn (* 1962), Eistänzer
- Randy Gilhen (* 1963), kanadischer Eishockeyspieler
- Ralf Rothenbusch (* 1963), römisch-katholischer Theologe
- Hans-Dieter Spengler (* 1963), Rechtswissenschaftler
- Susanne Freyer-Mathes (* 1964), Filmproduzentin
- Rainer Heilmann (1964–2015), Fußballspieler
- Theresia Bauer (* 1965), Politikerin (Grüne)
- Petra Born (* 1965), Eistänzerin
- Christian Gauf (* 1965), Politiker (CDU)
- Christiane Leiwesmeyer (* 1965), Juristin, Politikerin (CDU), politische Beamtin
- Matthias Ballod (* 1966), Sprachwissenschaftler und Fachdidaktiker
- Oliver Becker (* 1967), Regisseur, Filmproduzent und Autor
- Hartmut Höppner (* 1967), politischer Beamter
- Christian Job (* 1967), Radiomoderator und Autor
- Larry Mitchell (* 1967), Eishockeyspieler, -trainer und -funktionär
- Silke Hauck (* 1969), Jazz-, Blues-, Pop- und Soulsängerin
- Monika Rinck (* 1969), Lyrikerin und Autorin
- Michael Jakosits (* 1970), Sportschütze
- Norman Ohler (* 1970), Autor
- Norbert Palz (* 1970), Architekt, Präsident der Universität der Künste Berlin
- Steffen Schneider (* 1970), Romanist

### 1971 bis 2000
- Steffen Korell (* 1971), Fußballspieler
- Tobias Weis (* 1971), Fußballspieler
- Marion Rothhaar (* 1972), rhythmische Sportgymnastin
- Mauricio Parra (* 1972), spanischer Basketballtrainer
- Andrea Müller (* 1974), Stabhochspringerin
- Tobias Petri (* 1977), Fechter[3]
- Rüdiger Ziehl (* 1977), Fußballspieler
- Christoph Gensch (* 1978), Politiker (CDU)
- Thorsten Hauk (* 1979), Koch
- Thomas Schmitt (* 1979), Creative Producer und Podcaster
- Sebastian Müller (* 1980), Fusion- und Jazzmusiker
- Christian Fischer (* 1982), Jurist und Autor juristischer Fachliteratur
- Markus Buchheit (* 1983), Politiker (AfD)
- Martial Frenzel (* 1985), Jazzmusiker
- Matthias Mieves (* 1985), Politiker (SPD)
- Nico Zimmermann (* 1985), Fußballspieler
- Aline Krebs (* 1988), Leichtathletin
- Daniel Clemens (* 1992), Leichtathlet
- Julian Derstroff (* 1992), Fußballspieler
- Anna Felzmann (* 1992), Leichtathletin
- Jan-Lucas Dorow (* 1993), Fußballspieler
- Felix Drumm (* 1994), Radsportler
- Lukas Hallanzy (* 1994), Leichtathlet
- Christin Hussong (* 1994), Leichtathletin
- Elisa Burkholder (* 1997), Handballspielerin
- Anderson Lucoqui (* 1997), deutsch-angolanischer Fußballspieler